# Kruszewo-Głąby
Kruszewo-Głąby – wieś w Polsce położona w województwie podlaskim, w powiecie wysokomazowieckim, w gminie Sokoły.
Zaścianek szlachecki Głąby należący do okolicy zaściankowej Kruszewo położony był w drugiej połowie XVII wieku w powiecie suraskim ziemi bielskiej województwa podlaskiego. W latach 1975–1998 miejscowość administracyjnie należała do województwa łomżyńskiego.
Wierni kościoła rzymskokatolickiego należą do parafii  Wniebowzięcia NMP w Sokołach.

## Historia
Kruszewo wzmiankowane w roku 1426. Wtedy to dziedzice Milewa sprzedają za 20 kóp, 10 łanów zwanych Lubnica nad rzeką Leśną, dziedzicom z Kruszewa. Jan, książę mazowiecki potwierdza sprzedaż i daje jeszcze 20 łanów przyległych do zakupionych. 
W I Rzeczypospolitej wieś należała do ziemi bielskiej.
W roku 1827 w miejscowości 30 domów i 245 mieszkańców.  Pod koniec XIX w. wieś drobnoszlachecka i włościańska w powiecie mazowieckim, gmina i parafia Sokoły. Folwark Kruszewo-Głąby z przyległościami w Sokołach, Kruszewie-Wypychach i Nowosiółkach-Sokoły o powierzchni 460 morgów, w tym: grunty orne i ogrody – 225, łąki – 67, las – 148, nieużytki i place – 11 morgów. Budynki: murowanych – 1, drewnianych – 14.
W 1921 r. naliczono tu 18 budynków z przeznaczeniem mieszkalnym oraz 90 mieszkańców (44 mężczyzn i 46 kobiet). Wszyscy podali narodowość polską.